# Geschützter Landschaftsbestandteil Buchengehölze an der Molbecke
Der Geschützte Landschaftsbestandteil Buchengehölze an der Molbecke mit 0,89 ha Flächengröße liegt südlich von Winterberg. Das Gebiet wurde 2008 bei der Aufstellung vom Landschaftsplan Winterberg durch den Kreistag des Hochsauerlandkreises als Geschützter Landschaftsbestandteil (LB) ausgewiesen. Der LB besteht aus zwei getrennten Teilflächen. Der LB ist meist umgeben vom Landschaftsschutzgebiet Winterberg.

## Gebietsbeschreibung
Es handelt sich um zwei Buchenbestände am Oberhang der Molbecke-Bergkuppe. Die kleinere, nördliche Fläche hat eher den Charakter eines Feldgehölzes, das mit seinem Südrand an offene, sich über die Kuppe hinwegziehende Grünlandflächen grenzt. Die südliche Teilfläche wird durch einen etwa 0,6 ha großen Buchenwald eingenommen. Die beiden Waldflächen grenzen außer an einer Ecke mit Grünland nur an Fichtenwald.

## Gebot
Es wurden im Landschaftsplan das Gebot festgesetzt:
- „Die Geschützten Landschaftsbestandteile sind durch geeignete Pflegemaßnahmen zu erhalten, solange der dafür erforderliche Aufwand in Abwägung mit ihrer jeweiligen Bedeutung für Natur und Landschaft gerechtfertigt ist. Solche Maßnahmen bestehen insbesondere in der fachgerechten Behandlung von Schäden und Wunden, Totholzausastung, Beseitigung von Wurzelbrut und (vorbeugenden) statischen Verbesserungen an Bäumen; bei den Feldgehölzen sind derartige Maßnahmen in der Regel nicht notwendig, sie sollen dann der natürlichen Entwicklung überlassen bleiben.“[1]